# Hadravova Rosička

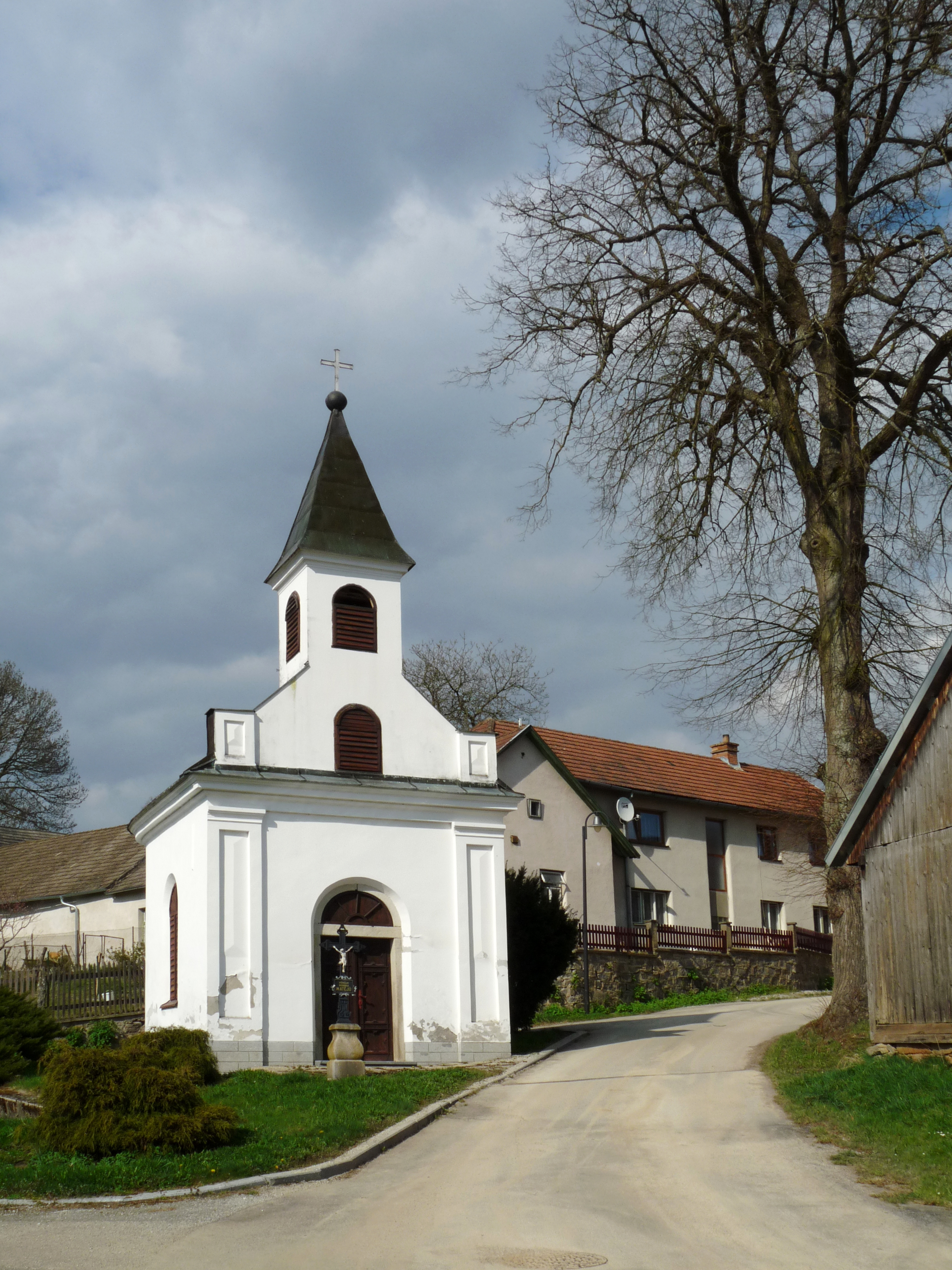
Kapelle

Hadravova Rosička (deutsch Hadraw Rositschka) ist eine Gemeinde in Tschechien. Sie befindet sich sechs Kilometer südlich von Kamenice nad Lipou und gehört zum Okres Jindřichův Hradec.

## Geographie
Hadravova Rosička befindet sich im Süden der Böhmisch-Mährischen Höhe oberhalb des Tales der Rosička. Nördlich des Dorfes erheben sich der Bradlo (580 m) und Kostelík (602 m).
Nachbarorte sind Dívčí Kopy und Vlčetínec im Norden, Žďár im Nordosten, Nová Včelnice im Südosten, Karlov im Süden, Okrouhlá Radouň im Südwesten sowie Horní Radouň im Westen.

## Geschichte
Erstmals urkundlich erwähnt wurde das Dorf im Jahre 1549.

## Gemeindegliederung
Für die Gemeinde Hadravova Rosička sind keine Ortsteile ausgewiesen. Zu Hadravova Rosička gehört die Einschicht Mlýnek.

## Sehenswürdigkeiten
- Kapelle
- Geburtshaus von Arnošt Kolář in Mlýnek

## Söhne und Töchter der Gemeinde
- Arnošt Kolář (1879–1962), Kaplan und Verbreiter der Dudelsackmusik in Tschechien